# Chevelure de comète

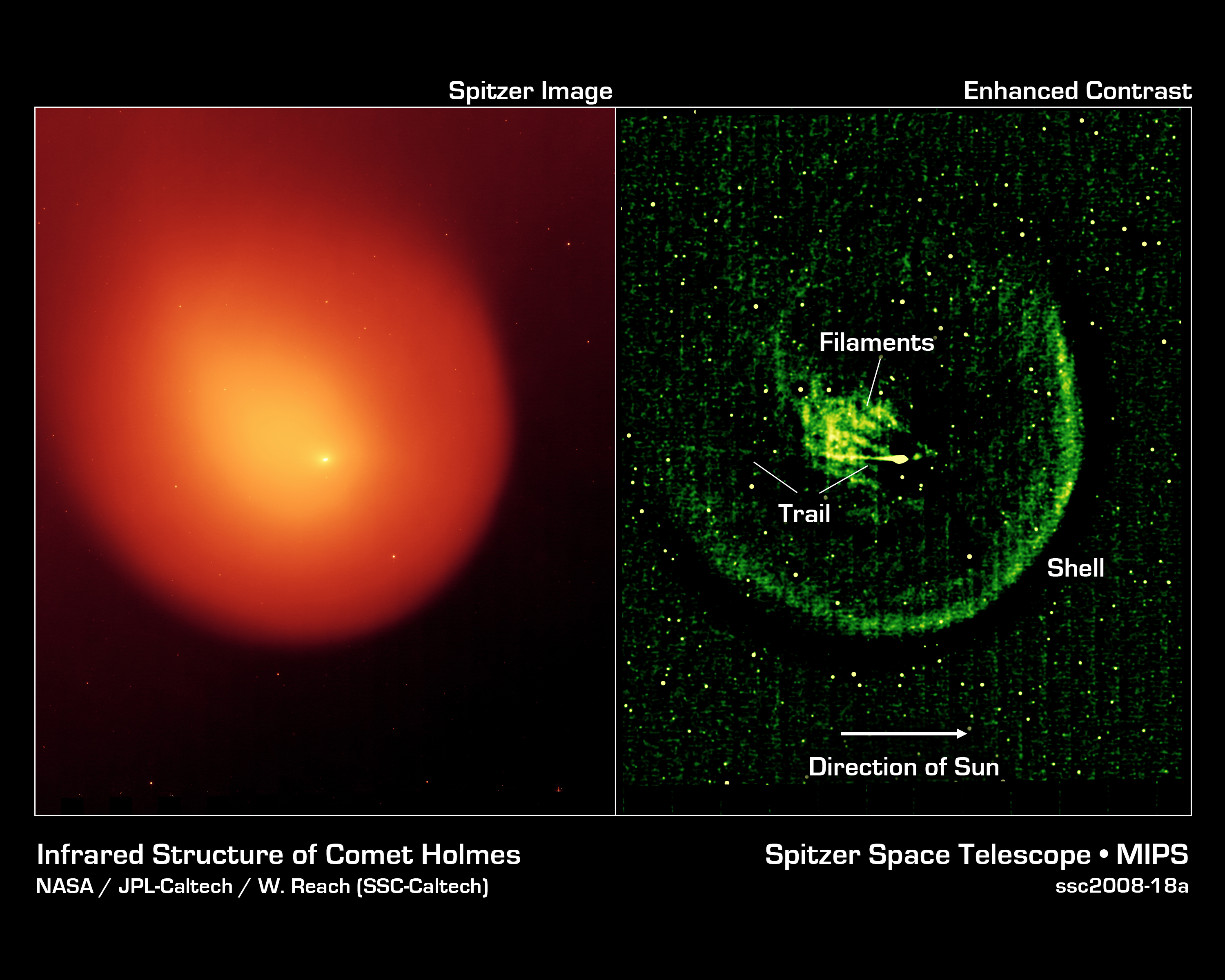
Structure de la comète Holmes en infrarouge, vue par le télescope spatial Spitzer.

La chevelure (ou la coma) est l'enveloppe nébuleuse autour du noyau d'une comète, formée lorsque la comète passe près du Soleil lors de son orbite elliptique. En effet, à mesure que la comète se réchauffe, certaines parties de celle-ci connaissent une sublimation. Cela donne à une comète une apparence « floue » lorsqu'elle est vue dans des télescopes et la distingue des étoiles. 
La chevelure est généralement constituée de glace et de poussière cométaire. L'eau composant jusqu'à 90 % des substances volatiles qui sortent du noyau lorsque la comète est à 3-4 UA du soleil, la molécule H2O est détruite principalement par photolyse. Le vent solaire joue un rôle mineur dans la destruction de l'eau par rapport à la photochimie. De plus grosses particules de poussière sont laissées le long de la trajectoire orbitale de la comète tandis que les particules plus petites sont repoussées du Soleil vers la queue de comète par la pression de rayonnement.

## Terminologie
Le terme latin coma vient du grec «kome» (κόμη), qui signifie «cheveux» et est à l'origine du mot comète lui-même,. Cela est traduit en français par «chevelure».

## Taille

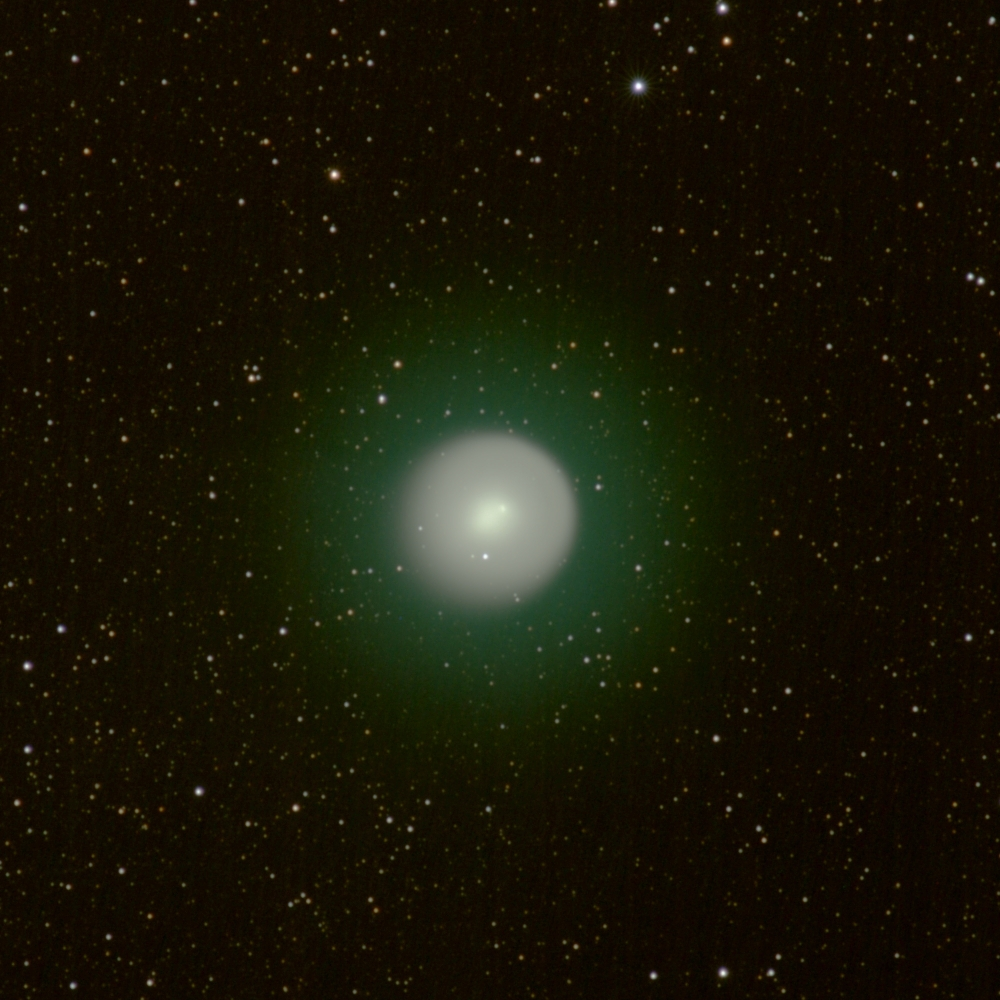
Comète 17P/Holmes en novembre 2007.

Les chevelures grossissent généralement à mesure que les comètes s'approchent du Soleil, et elles peuvent être aussi grandes que le diamètre de Jupiter, même si leur densité est très faible. Environ un mois après une forte expansion en octobre 2007, la chevelure de la comète 17P/Holmes a brièvement une atmosphère de poussière ténue plus grande que le Soleil. La Grande comète de 1811 avait également une chelure d'un diamère comparable au Soleil. 
Même si la chevelure peut devenir assez grande, sa taille peut également diminuer au moment où elle traverse l'orbite de Mars vers 1,5 UA du Soleil. À cette distance, le vent solaire devient assez fort pour chasser le gaz et la poussière du coma, élargissant plutôt la queue de comète.

## Rayons X

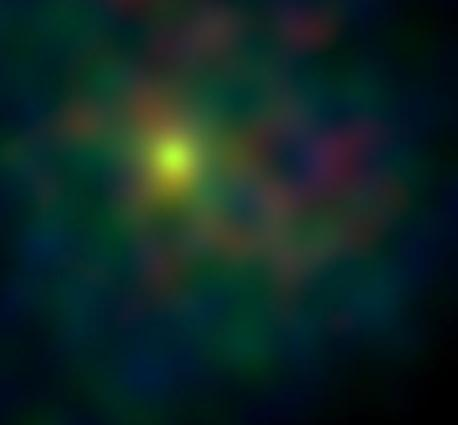
Tempel 1 vue en rayons X par Chandra.

Il est découvert que les comètes émettent des rayons X en mars 1996. Cela surpriend les chercheurs car l'émission de rayons X sont généralement associées à des corps de très haute température. Il est estimé que les rayons X sont générés par l'interaction entre les comètes et le vent solaire : lorsque des ions hautement chargés traversent une atmosphère cométaire, ils entrent en collision avec des atomes et des molécules cométaires, "arrachant" un ou plusieurs électrons de la comète. Ce processus conduit à l'émission de rayons X et de photons ultraviolets.

## Observation
Avec un télescope situé sur la surface de la Terre, la taille d'une chevelure peut être calculée. Appelée méthode de la dérive (drift method), elle consister à verrouiller le télescope en position et à mesurer le temps de passage de la chevelure à travers le champ de vision. Ce temps multiplié par le cosinus de la déclinaison de la comète, multiplié par 0,25, est égal au diamètre de la chevelure en minutes d'arc. Si la distance à la comète est connue, alors la taille apparente de la chevelure peut être déterminée.
En 2015, il est noté par l'instrument ALICE de la sonde spatiale Rosetta que la chevelure de la comète 67/P était composée d'hydrogène, d'oxygène, de carbone et d'azote dans le coma, ce qui a également été appelé "atmosphère de la comète". L'instrument découvre également que les électrons créés par la lumière UV entrent en collision et brisent des molécules d'eau et de monoxyde de carbone.

## Halo d'hydrogène

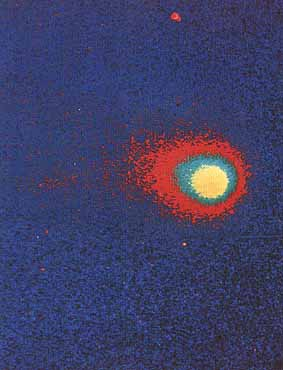
Image ultraviolette lointaine colorée artificiellement de la comète Kohoutek (Skylab, 1973).

Le télescope spatial OAO-2 («Stargazer») découvre vers 1970 l'existence de grands halos d'hydrogène gazeux autour des comètes. 
La sonde spatiale Giotto détecte des ions hydrogène à une distance de 7,8 millions de km de Halley quand elle survole la comète en 1986. L'halo d'hydrogène gazeux autour de la comète est détecté comme faisant 15 fois le diamètre du Soleil. Cela incite la NASA à diriger la mission Pioneer Venus vers la comète, où il est déterminé que la comète émet 12 tonnes d'eau par seconde. Cette émission d'hydrogène gazeux n'est  pas détectée à partir de la surface de la Terre car ces longueurs d'onde sont bloquées par l'atmosphère terrestre. Le processus par lequel l'eau est décomposée en hydrogène et oxygène est ensuite étudié par l'instrument ALICE de la sonde Rosetta. 
Un halo d'hydrogène gazeux trois fois plus grand que le Soleil est détecté par Skylab autour de la comète Kohoutek dans les années 1970. SOHO détecte un halo d'hydrogène gazeux de plus de 2 UA de diamètre autour de la comète Hale-Bopp. L'eau émise par la comète est décomposée par la lumière du soleil et l'hydrogène émet à son tour une lumière ultraviolette. Les atomes d'hydrogène sont très légers et peuvent donc parcourir une longue distance avant d'être eux-mêmes ionisés puis emporté par le vent solaire. 

## Composition

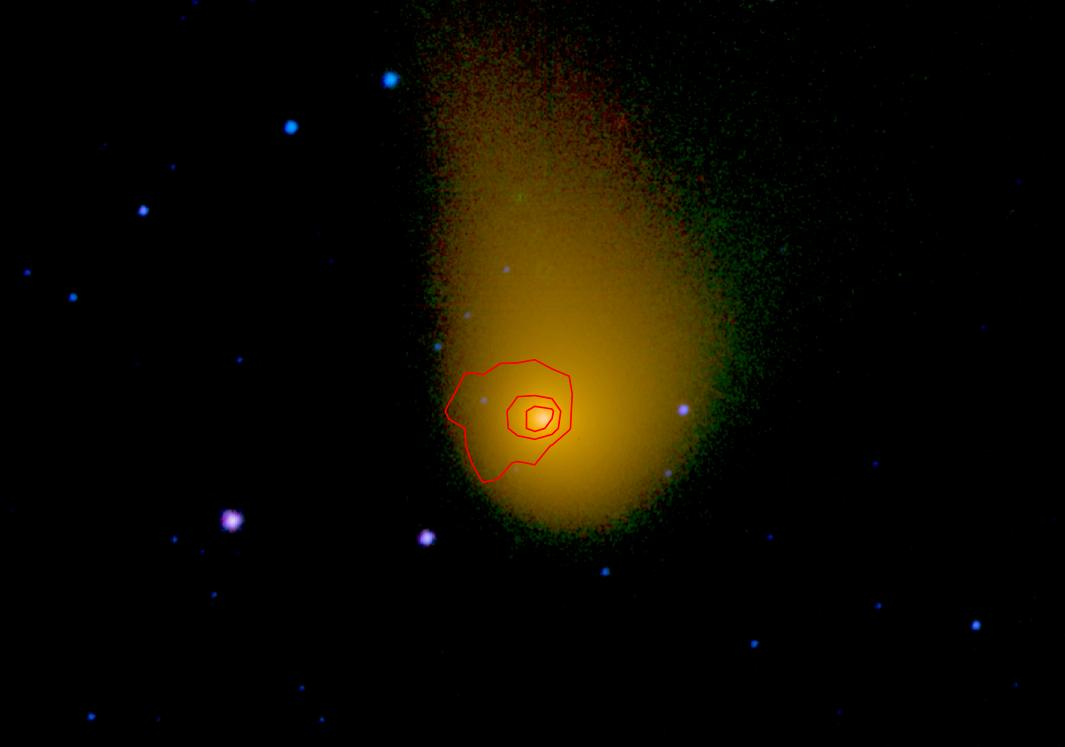
C/2006 W3 (Chistensen) émettant du dioxyde de carbone (image infrarouge).

Le 11 août 2014, des astronomes publient des études utilisant pour la première fois le Grand réseau d'antennes millimétrique/submillimétrique de l'Atacama et détaillant la distribution de HCN, HNC, H2CO et de la poussière à l'intérieur des comètes C/2012 F6 (Lemmon) et C/2012 S1 (ISON),. 
Le 2 juin 2015, la NASA rapporte que le spectrographe ALICE de la sonde spatiale Rosetta étudiant la comète 67P/ Tchourioumov-Guérassimenko détermine que les électrons à moins d'un kilomètre du noyau cométaire sont produits à partir de la photo-ionisation des molécules d'eau par le rayonnement solaire, et non des photons du Soleil comme pensé auparavant. Ce processus est responsable de la libération des molécules d'eau et de dioxyde de carbone du noyau de la comète vers sa chevelure,.
Par ailleurs, la mission Rosetta trouve du monoxyde de carbone, du dioxyde de carbone, de l'ammoniac, du méthane et du méthanol dans la chevelure de la comète 67P, ainsi que de petites quantités de formaldéhyde, de sulfure d'hydrogène, de cyanure d'hydrogène, de dioxyde de soufre et de disulfure de carbone.
Les quatre principaux gaz dans la chevelure de 67P sont l'eau, le dioxyde de carbone, le monoxyde de carbone et l'oxygène. Le rapport oxygène/eau provenant de la comète est resté constant pendant plusieurs mois.

## Spectre de la chevelure

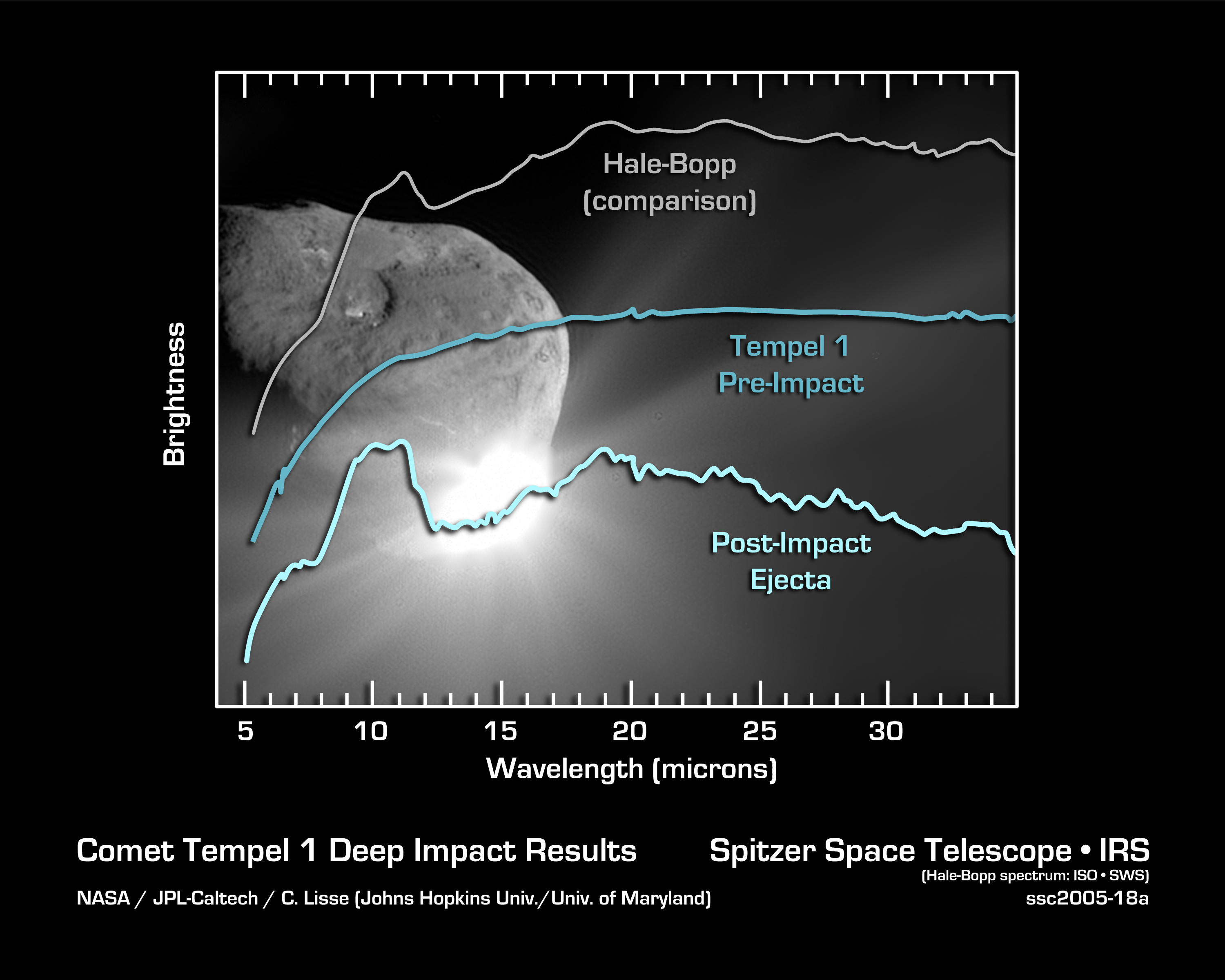
Comparaison de trois spectres de chevelure de comète.